# Condado de Koochiching
El condado de Koochiching (en inglés: Koochiching County) es un condado en el estado estadounidense de Minnesota. En el censo de 2000 el condado tenía una población de 14.355 habitantes. La sede de condado es International Falls. El condado fue fundado el 19 de diciembre de 1906. Su nombre proviene de la palabra Gojijiing, que en idioma ojibwa significa "en el lugar de ensenadas", en referencia al lago Rainy y al río Rainy.

## Geografía
Según la Oficina del Censo, el condado tiene un área total de 8.170 km² (3.154 sq mi), de la cual 8.035 km² (3.102 sq mi) es tierra y 135 km² (52 sq mi) (1,65%) es agua.

### Condados adyacentes
- Condado de St. Louis (este)
- Condado de Itasca (sur)
- Condado de Beltrami (suroeste)
- Condado de Lake of the Woods (noroeste)

### Áreas protegidas nacionales
- Superior National Forest
- Voyageurs National Park

## Autopistas importantes
- U.S. Route 53
- U.S. Route 71
- Ruta Estatal de Minnesota 1
- Ruta Estatal de Minnesota 6
- Ruta Estatal de Minnesota 11
- Ruta Estatal de Minnesota 46
- Ruta Estatal de Minnesota 65
- Ruta Estatal de Minnesota 217
- Ruta Estatal de Minnesota 332

## Demografía
En el  censo de 2000, hubo 14.355 personas, 6.040 hogares y 3.962 familias residiendo en el condado. La densidad poblacional era de 5 personas por milla cuadrada (2/km²). En el 2000 había 7.719 unidades habitacionales en una densidad de 2 por milla cuadrada (1/km²).. La demografía del condado era de 96,12% blancos, 0,19% afroamericanos, 2,15% amerindios, 0,17% asiáticos, 0,06% isleños del Pacífico, 0,08% de otras razas y 1,23% de dos o más razas. 0,56% de la población era de origen hispano o latino de cualquier raza. 
La renta promedio para un hogar del condado era de $36.262 y el ingreso promedio para una familia era de $43.608. En 2000 los hombres tenían un ingreso medio de $40.642 versus $22.261 para las mujeres. La renta per cápita para el condado era de $19.167 y el 12,10% de la población estaba bajo el umbral de pobreza nacional.

## Localidades

### Ciudades y pueblos
| - Big Falls - Birchdale - Craigville | - Indus - International Falls - Island View | - Littlefork - Loman - Margie | - Mizpah - Nett Lake - Northome | - Pelland - Ranier - Ray |

### Territorio No Organizado
- East Koochiching
- Northome
- Northwest Koochiching
- Rainy Lake
- South Koochiching